# 中国国际动漫节

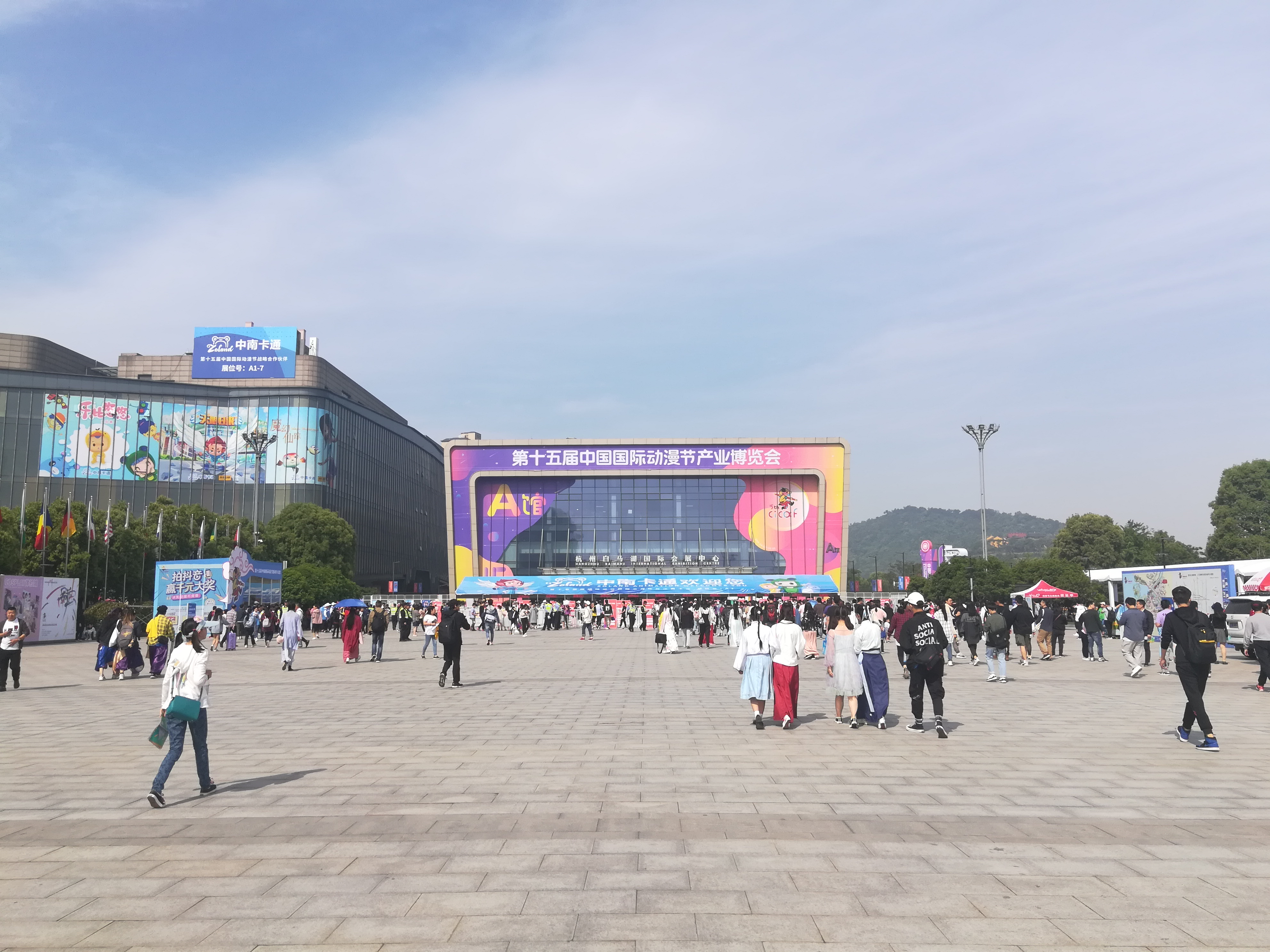
第15届中国国际动漫节会场

标志

吉祥物

中国国际动漫节（英语：China International Cartoon and Animation Festival，简称CICAF），是一项每年在中国浙江省杭州市举办的国家级国际性专业动漫、漫画和游戏（ACG）盛会。该节创办于2005年，旨在为全球ACG产业内的文化交流、产业发展和人才培养提供重要平台。它被广泛认为是中国首个也是规模最大的国家级国际性专业动漫节，其永久会址位于杭州白马湖生态创意城内。

## 历史与发展
中国国际动漫节于2005年创办，由中华人民共和国国家广播电视总局、中央广播电视总台和浙江省人民政府联合主办。它的设立标志着中国新兴动漫产业的一个关键时刻，旨在提供一个交流、合作和成长的平台。多年来，它在规模、知名度和影响力上不断扩大，每年吸引来自超过80个国家和地区的参与者、参展商和参赛者。曾有中国媒体将动漫节形容为“被杭州擦亮的阿拉丁神灯”，强调了它在城市文化发展中的重要作用。
杭州素有“动漫之都”的美誉，在动漫节的成功举办中扮演着至关重要的角色。该市在动漫产业上投入了大量资金，建立了中国动漫博物馆、国家级动漫产业基地以及国家级动漫教学研究中心等重要设施。

## 宗旨与意义
中国国际动漫节的主要目标包括：
- 促进中国ACG产业发展： 动漫节作为重要平台，向全球观众展示中国动漫、漫画和游戏，并推动其发展。
- 促进国际交流： 鼓励中外产业专业人士、艺术家和爱好者之间的合作与对话。
- 发掘和培养人才： 通过各类竞赛和活动，动漫节发现并推广有前途的艺术家和作品。
- 推动产业增长： 动漫节设有商务对接会和博览会，以促进动漫产业的交易、项目合作和投资。

中国国际动漫节被公认为“中华文化走出去”倡议下的一个重要文化贸易平台，彰显了其在国际上推广中华文化的重要性。

## 主要活动与亮点
中国国际动漫节是一项综合性活动，主要由展览、论坛、商务、竞赛和活动五大板块构成。其中一些顶级品牌活动包括：
- 金猴奖 这是动漫节最具声望的奖项，被广泛认为是中国动漫界的最高荣誉之一[4]。该奖项每年吸引全球众多作品参赛，并设有国际专家评审团和好莱坞专业人士[5][6]。它旨在表彰动画长片、系列动画片、动画短片和漫画等各类别的优秀原创动漫作品。奖项设有“综合奖”和“潜力奖”，面向国内外作品。

“金猴奖”的国际地位体现在其多元化的专家评审团上，评审团成员来自中外学术机构、媒体和产业界。本届金猴奖收到来自20个国家和地区的数千部原创动画作品，其中108部作品进入终评阶段，最终有35部作品获奖。
- 国际动漫游戏商务大会（IABC）： 作为中国国际动漫节“商务”板块的核心组成部分，IABC是一个旨在促进产业合作、投资和市场拓展的专门平台。它旨在构建一个涵盖“内容创作、技术赋能、商业变现和国际传播”的全链条服务体系。IABC举办多项专业活动，包括一对一商务对接会、项目推介会、产业高峰论坛、创投合作会以及国际展团专属洽谈室等。

IABC的重点在于内容交易、版权授权、创意风险投资和商务对接，显著增强了中国国际动漫节作为全球ACG产业主要经济驱动力的作用。在第二十一届动漫节期间，IABC大会连接了来自33个国家的600多家公司，达成了449项初步合作协议，总价值11亿元人民币。它吸引了数千家国内外动漫游戏企业，以及来自世界各地的专业采购商和分销商。
- 动漫产业博览会： 一个重要的平台，用于展示国内外动漫、游戏企业的最新趋势和产品。
- 国际动漫游戏产业高峰论坛： 这些论坛汇聚专家、学者和创作者，讨论产业趋势、人才培养和发展挑战（与IABC内的商务主题论坛有所区别）。
- 中国COSPLAY超级盛典： 一项非常受欢迎的活动，吸引了来自全国各地的Cosplay爱好者，一些年份还设有海外赛区[9]。
- 声优大赛： 一项全国性的动漫配音比赛，为获奖者提供参与影片配音或进入专业院校深造的机会。
- “天眼”中国（杭州）国际少儿漫画大赛（CICCC）： 一项旨在促进青少年动漫文化、鼓励他们艺术探索的活动。
- 国际动画周展映： 放映来自世界各地的多部动画电影。

动漫节通常还设有互动体验、大师班，以及融合了技术（如增强现实、全息投影和人工智能数字人）与中国传统文化的活动。

### 其他亮点
在2014年举办的第十届中国国际动漫节上，新中国五代领导人——毛泽东、邓小平、江泽民、胡锦涛和习近平的漫画形象亮相，引起了媒体和公众的广泛关注。

## 举办地点与时间
中国国际动漫节每年在杭州举办，其永久会址位于杭州白马湖生态创意城。主要的展览和会议设施位于城内的白马湖国际会展中心。动漫节还利用杭州市内的多个分会场，其中著名的包括中国动漫博物馆，该馆在动漫节期间常举办专题展览和活动。虽然具体日期每年有所不同，但通常在每年的5月下旬或6月上旬举行。例如，第二十一届中国国际动漫节于2025年5月29日至6月2日举行。第八届动漫节则于2012年4月28日开幕。

## 影响力
中国国际动漫节已成为一项重要的文化和经济盛事，多年来持续展现出显著的增长和规模。例如，2012年第八届动漫节吸引了来自61个国家和地区的461家中外企业参与，包括动漫产业博览会在内的各项活动共吸引了208万人次参与。当年，共签署了165个项目，总金额达104亿元人民币，总体交易额达到146亿元人民币，比上一届增长了14%。
就近期而言，2025年第二十一届动漫节吸引了超过146万人次参与。本届动漫节现场成交和意向签约及带动消费额合计约14.8亿元人民币（约合2.055亿美元）。
动漫节通过中国COSPLAY超级盛典以及汉服日益增加的出现等活动，增强了年轻人的文化自信。此外，动漫节还成功吸引了迪士尼、梦工厂动画、暴雪娱乐、索尼和皮克斯等主要国际公司，以及众多中国知名工作室的参与。